# Zwartewaterland
Zwartewaterland – gmina w północnej Holandii, w prowincji Overijssel.

## Miejscowości
Hasselt, Kamperzeedijk-Oost, Kamperzeedijk-West, Zwartsluis, Afsched, Baarlo, Cellemuiden, De Velde, Genne, Genne-Overwaters, Holten, Kievitsnest, Mastenbroek, Nieuwe Wetering, Roebolligehoek, Streukel, Zwartewatersklooster.